# Buyssoniella madecassa
Buyssoniella madecassa är en insektsart som beskrevs av Bolívar, I. 1905. Buyssoniella madecassa ingår i släktet Buyssoniella och familjen Pyrgomorphidae. Inga underarter finns listade i Catalogue of Life.